# Município de Welches Creek (condado de Columbus, Carolina do Norte)
Localização da Carolina do Norte nos E.U.A.
O município de Welches Creek (em inglês: Welches Creek Township) é um localização localizado no condado de Columbus no estado estadounidense da Carolina do Norte. No ano 2010 tinha uma população de 1.783 habitantes.

## Geografia
O município de Welches Creek encontra-se localizado nas coordenadas 34° 23′ 53,61″ N, 78° 38′ 13,05″ O.